# لئوپولد (ایندیانا)
لئوپولد (به انگلیسی: Leopold) یک منطقهٔ مسکونی در ایالات متحده آمریکا است که در شهرستان پری، ایندیانا واقع شده‌است. لئوپولد ۸۳٫۸ کیلومتر مربع مساحت و ۷۲۰ نفر جمعیت دارد و ۲۲۱ متر بالاتر از سطح دریا واقع شده‌است.